# Drużynowe otwarte mistrzostwa Europy seniorów w brydżu sportowym
Drużynowe Otwarte Mistrzostwa Europy Seniorów w brydżu sportowym (European Open Bridge Championships - Seniors) - zawody brydżowe teamów w kategorii seniorów w których startować mogą zawodnicy w wieku powyżej 60 lat ze wszystkich krajów (nie tylko europejskich) bez ograniczenia liczby zawodników z jednego kraju. Drużynowe Otwarte Mistrzostwa Europy Seniorów wchodzą w skład  Otwartych mistrzostw Europy odbywające się w latach nieparzystych. W latach parzystych odbywają się Drużynowe mistrzostwa Europy.  Zawody zostały wpisane do kalendarza EBL od roku 2003 dzięki staraniom ówczesnego Prezydenta EBL Gianarrigo Rona.

## Formuła zawodów
- W Drużynowych Otwartych Mistrzostwach Europy Seniorów w brydżu sportowym  może wziąć udział dowolna liczba drużyn (teamów);
- W drużynie mogą występować zawodnicy z różnych krajów (nie tylko europejskich);
- Nie ma ograniczenia na liczbę zawodników z jednego kraju;
- Wszyscy zawodnicy drużyny muszą ukończyć 60 lat w roku rozgrywania zawodów;
- W pierwszej fazie drużyny rozgrywają mecze każdy z każdym w grupach;
- Najlepsze zespoły każdej grupy awansują do fazy pucharowej - ćwierćfinały, półfinały i finał;
- Zwycięzcy zawodów otrzymują złoty medal oraz tytuł Mistrza Europy;
- Drużyna, która przegrała w finale otrzymuje srebrny medal;
- W niektórych zawodach (5) był rozgrywany mecz o 3. miejsce. W pozostałych zawodach brązowe medale przyznano dwóm drużynom, które przegrały w półfinałach.

## Podsumowanie medalowe
Poniższa tabela pokazuje zdobycze medalowe poszczególnych krajów. Jeśli w drużynie, która zdobyła medal byli zawodnicy z kilku krajów, to każdemu z krajów zostaje przyznany medal - bez względu na liczbę zawodników z danego kraju w drużynie.
Po najechaniu kursorem nad liczbę medali wyświetli się wykaz zawodów (następna tabela), na których te medale zostały zdobyte.
| Drużynowe Otwarte Mistrzostwa Europy Seniorzy Podsumowanie medalowe (stan na: 27 czerwca 2013, edycje 1..6) | Drużynowe Otwarte Mistrzostwa Europy Seniorzy Podsumowanie medalowe (stan na: 27 czerwca 2013, edycje 1..6) | Drużynowe Otwarte Mistrzostwa Europy Seniorzy Podsumowanie medalowe (stan na: 27 czerwca 2013, edycje 1..6) | Drużynowe Otwarte Mistrzostwa Europy Seniorzy Podsumowanie medalowe (stan na: 27 czerwca 2013, edycje 1..6) | Drużynowe Otwarte Mistrzostwa Europy Seniorzy Podsumowanie medalowe (stan na: 27 czerwca 2013, edycje 1..6) | Drużynowe Otwarte Mistrzostwa Europy Seniorzy Podsumowanie medalowe (stan na: 27 czerwca 2013, edycje 1..6) |
| F | Kraj | Złotych | Srebrnych                                                                                                   | Brązowych                                                                                                   | |
| --- | --- | --- | --- | --- | --- |
| Anglia | Anglia | _00_01_01_Anglia                                                                                            | 1 | 1 | |
| Austria | Austria | _00_01_00_Austria                                                                                           | 1 | | |
| Bułgaria | Bułgaria | _00_01_00_Bułgaria                                                                                          | 1 | | |
| Dania | Dania | _00_00_01_Dania                                                                                             | | 1 | |
| Francja | Francja | 2 | 1 | | |
| Izrael | Izrael | 1 | | 3 | |
| Kanada | Kanada | _00_00_01_Kanada                                                                                            | | 1 | |
| Norwegia | Norwegia | _00_00_01_Norwegia                                                                                          | | 1 | |
| Polska | Polska | 1 | 1 | 3 | |
| Szwajcaria                                                                                                  | Szwajcaria                                                                                                  | _00_00_01_Szwajcaria                                                                                        | | 1 | |
| Szwecja | Szwecja | 1 | 1 | | |
| Stany Zjednoczone                                                                                           | USA | 1 | | 3 | |
| Włochy | Włochy | 2 | 1 | 2 | |
| Razem | Razem | 8 | 7 | 16 | |

## Wyniki (medalowe) poszczególnych zawodów
| Otwarte Mistrzostwa Europy. Teamy. Kategoria Seniorów. | Otwarte Mistrzostwa Europy. Teamy. Kategoria Seniorów. | Otwarte Mistrzostwa Europy. Teamy. Kategoria Seniorów.                                                                   |
| Lp                                                     | M                                                      | Zespół i skład |
| ------------------------------------------------------ | ------------------------------------------------------ | --- |
| 6:                                                     | 2013, 06-15..29, Ostenda, (Belgia), 23 zespoły         | 2013, 06-15..29, Ostenda, (Belgia), 23 zespoły                                                                           |
| 6:                                                     | 1                                                      | Lavec: Peter Billgren, Sven-Olov Flodqvist, Mats Pettersson, Björn Sanzen                                                |
| 6:                                                     | 2                                                      | Hansen: Heinrich Berger, Renate Hansen, Hubert Obermair, Franz Terraneo                                                  |
| 6:                                                     | 3                                                      | Bardin: Antonio Bardin, Franco Garbosi, Luigina Gentili, Carlo Maria Gentili, Silvio Tosi, Paolo Uggeri                  |
| 5:                                                     | 2011, 06-17..07-02, Poznań, (Polska), 18 zespołów      | 2011, 06-17..07-02, Poznań, (Polska), 18 zespołów                                                                        |
| 5:                                                     | 1                                                      | Grenthe: Patrick Grenthe, Guy Lasserre, Francois Leenhardt, Patrice Piganeau, Philippe Poizat, Philippe Vanhoutte        |
| 5:                                                     | 2                                                      | Pharon: Hans Göthe, Paul Hackett, Gunnar Hallberg, David Price, Colin Simpson, Tony Waterlow                             |
| 5:                                                     | 3                                                      | Kutner: Marek Borewicz, Jacek Stasica, Włodzimierz Wala, Roger Kutner                                                    |
| 4:                                                     | 2009, 06-12..27, San Remo, (Włochy), 27 zespołów       | 2009, 06-12..27, San Remo, (Włochy), 27 zespołów                                                                         |
| 4:                                                     | 1                                                      | Miroglio: Andrea Buratti, Amedeo Comella, Giulio Bongiovanni, Apolinary Kowalski, Jacek Romański                         |
| 4:                                                     | 2                                                      | Bulgaria Seniors: Christo Czawdarow, Georgi Gramatikow, Mirolub Markow, Donczo Petkanow, Coło Cołow, Stoju Darakcziew    |
| 4:                                                     | 3                                                      | Goraco: Roman Kierznowski, Mirosław Miłaszewski, Włodzimierz Wala, Stefan Szenberg                                       |
| 4:                                                     | 3                                                      | Winantalya: Sam Lev, Jeszajahu Lewit, Pinhas Romik, Adrian Schwartz, Rami Sheinman, Amos Kaminski                        |
| 3:                                                     | 2007, 06-15..30, Antalya, (Turcja), 19 zespołów        | 2007, 06-15..30, Antalya, (Turcja), 19 zespołów                                                                          |
| 3:                                                     | 1                                                      | Kaminski: Amos Kaminski, Jeszajahu Lewit, Pinhas Romik, Adrian Schwartz, Rami Sheinman, Sam Lev                          |
| 3:                                                     | 2                                                      | France Seniors: Patrick Grenthe, Patrice Piganeau, Jean Marie Py, Jean-Louis Stoppa, Francois Stretz, Philippe Vanhoutte |
| 3:                                                     | 3                                                      | Markowicz: Aleksander Jezioro, Julian Klukowski, Jerzy Zaremba, Wiktor Markowicz, Victor Melman, Szelomo Zeligman        |
| 3:                                                     | 3                                                      | Sorvoll: Erik Bolviken, Tormod Clemetsen, Harald Nordby, Jostein Sorvoll                                                 |
| 2:                                                     | 2003, 06-16..07-02, Arona, (Hiszpania), 18 zespołów    | 2003, 06-16..07-02, Arona, (Hiszpania), 18 zespołów                                                                      |
| 2:                                                     | 1                                                      | Fornaciari: Adriano Abate, Franco Baroni, Ezio Fornaciari, Carlo Mariani, Fabrizio Orelli, Marco Ricciarelli             |
| 2:                                                     | 2                                                      | Szenberg: Krzysztof Antas, Tadeusz Kaczanowski, Mirosław Miłaszewski, Stefan Szenberg                                    |
| 2:                                                     | 3                                                      | Rand Avi Arvatz, Nisan Rand, Menachem Ravid, John Carruthers, Göran Mattsson, Bill Pencharz                              |
| 2:                                                     | 3                                                      | Hollman: Grant Baze, Bruce Ferguson, Garey Hayden, Robert Hollman, Alan Sontag                                           |
| 1:                                                     | 2003, 06-14..28, Mentona, (Francja), 29 zespołów       | 2003, 06-14..28, Mentona, (Francja), 29 zespołów                                                                         |
| 1:                                                     | 1                                                      | Adad: Pierre Adad, Maurice Aujaleu, Guy Lasserre, Francois Leenhardt, Philippe Poizat, Gerard Salliere                   |
| 1:                                                     | 2                                                      | Fornaciari: Adriano Abate, Franco Baroni, Ezio Fornaciari, Fabrizio Morelli, Marco Ricciarelli, Antonio Vivaldi          |
| 1:                                                     | 3                                                      | Dahl: Flemming Dahl, Peter Lund, Steen Moller, Georg Norris, Ole Werdelin, Stig Werdelin                                 |
| 1:                                                     | 3                                                      | Santolini: Al Brilli, Li Cohen, Paolo Giove, Antonio Latessa, Anselmo Santolini, Pietro Sbarigia                         |